# Gouge (outil)
Pour les articles homonymes, voir Gouge.
 (juillet 2019).
Si vous disposez d'ouvrages ou d'articles de référence ou si vous connaissez des sites web de qualité traitant du thème abordé ici, merci de compléter l'article en donnant les références utiles à sa vérifiabilité et en les liant à la section « Notes et références ».
Une gouge est un ciseau dont le fer est concave, en forme de demi-canal. Cet outil sert dans la sculpture sur bois, la sculpture sur pierre et la sculpture sur glace, et à aider le sculpteur dans ses travaux, à sculpter les parties concaves ou convexes, à créer des lignes ou des cercles et à tailler les moulures, dans le tournage sur bois à profiler ou creuser un objet, en lutherie à creuser les chevilliers.
La gouge est repérée par son numéro de cintre et sa largeur.
La gouge convient autant au travail grossier, où ses bords relevés peuvent couper verticalement le fil du bois que pour la finition des formes courbes, que pour des travaux plus délicats, comme en gravure, notamment xylogravure et gravure sur linoleum, dans le processus de création de la matrice permettant d'obtenir les estampes.

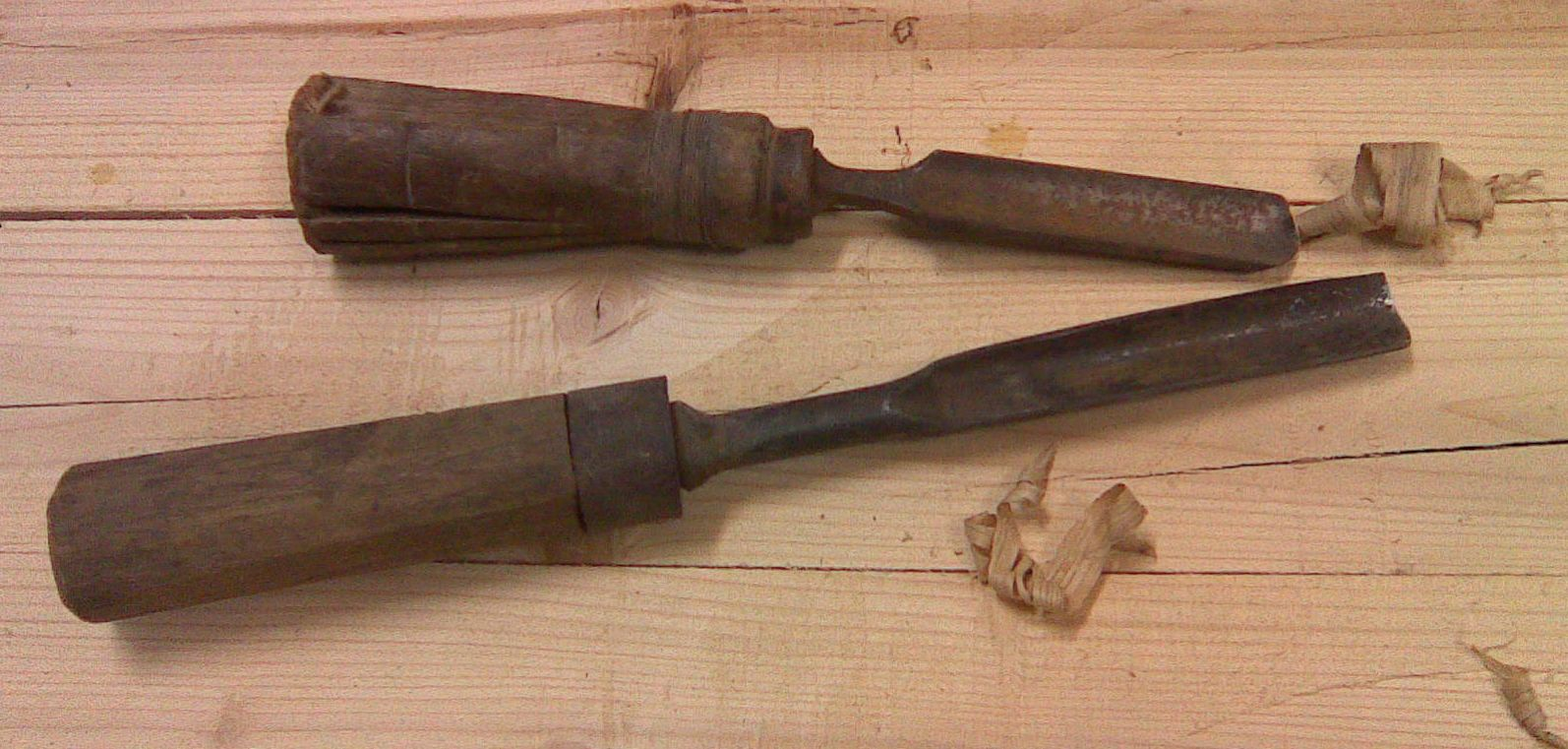
Vieilles gouges de menuisier.

La gouge a été perfectionnée en Angleterre et réintroduite au faubourg Saint-Antoine par la sœur du roi Louis XIII.[réf. nécessaire]
Pour le travail sur tour à bois les gouges ont un manche beaucoup plus long permettant son maintien ferme par l'opérateur.